# North Port
North Port é uma cidade localizada no estado americano da Flórida, no condado de Sarasota. Foi incorporada em 1959.

## Geografia
De acordo com o United States Census Bureau, a cidade tem uma área de 269,8 km², onde 257,9 km² estão cobertos por terra e 11,8 km² por água.

### Localidades na vizinhança
O diagrama seguinte representa as localidades num raio de 24 km ao redor de North Port.

## Demografia
Segundo o censo nacional de 2010, a sua população é de 57 357 habitantes e sua densidade populacional é de 222,4 hab/km². É a localidade mais populosa do condado de Sarasota e a que, em 10 anos, teve o maior crescimento populacional do condado. Possui 27 986 residências, que resulta em uma densidade de 108,5 residências/km².